# 埃爾姆里弗鎮區 (密歇根州)
埃爾姆里弗鎮區（英語：Elm River Township）是位於美國密歇根州霍頓縣的一個行政鎮區。

## 地方資料
埃爾姆里弗鎮區的面積為241.60平方千米，當中陸地面積為236.60平方千米，而水域面積為5.00平方千米。根據2020年美國人口普查的數據，當地共有人口204人，而人口密度為每平方千米0.84人。